# Kenn Hansen

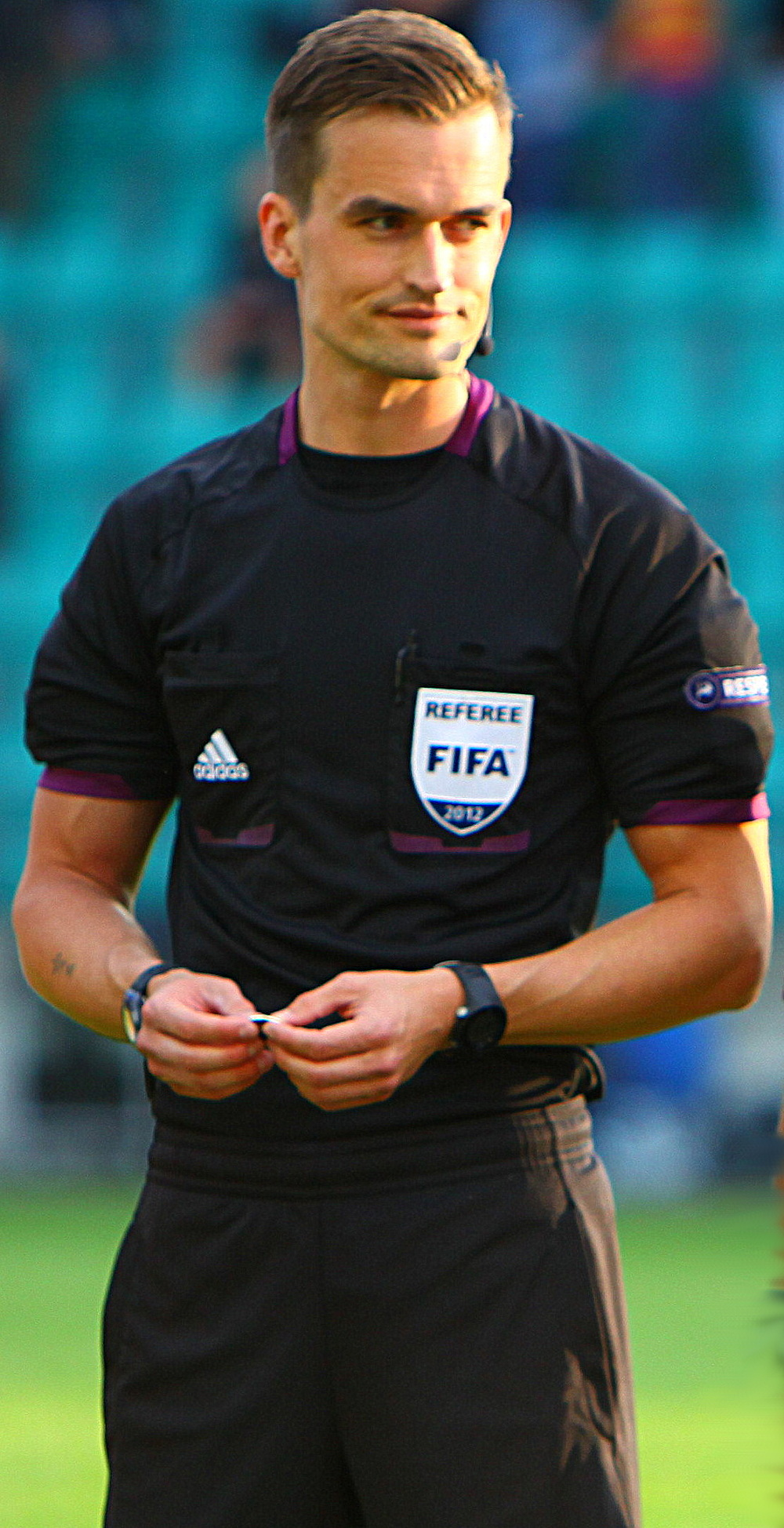
Kenn Hansen

Kenn Hansen (* 29. Mai 1980 in Kopenhagen-Østerbro) ist ein dänischer Magister und Fußballschiedsrichter.
Als Magister (cand.mag.) ist Hansen in Rhetorik an der Universität Kopenhagen tätig.

## Karriere als Fußballschiedsrichter
Sein Debüt als Fußballschiedsrichter gab er am 11. August 2008, als er am 4. Spieltag der Superligaen, beim 2:1-Sieg von Vejle BK gegen SønderjyskE, eingesetzt wurde. Am 22. September 2009 pfiff Hansen erstmals ein Spiel einer U-Nationalmannschaft, als er beim 4:1-Sieg der dänischen U-19 gegen Italien eingesetzt wurde. Im Dezember 2010 wurde er zum FIFA-Schiedsrichter der Kategorie 4 ernannt. Am 21. Juli 2011 leitete er erstmals ein Spiel in einer Europapokal-Qualifikation, als er im Hinspiel der 2. Qualifikationsrunde zur UEFA Europa League, zwischen Sheriff Tiraspol und dem FK Željezničar Sarajevo, eingesetzt wurde. Am 4. Juni 2012 pfiff Hansen erstmals ein Spiel zwischen A-Nationalmannschaften, als er ein Freundschaftsspiel zwischen Ungarn und Irland leitete.

## Wissenswertes
Kenn Hansen spricht neben Dänisch auch Englisch, Deutsch und Italienisch.